# Terry Jeffords
Pour les articles homonymes, voir Jeffords.
 (août 2024).
Si vous disposez d'ouvrages ou d'articles de référence ou si vous connaissez des sites web de qualité traitant du thème abordé ici, merci de compléter l'article en donnant les références utiles à sa vérifiabilité et en les liant à la section « Notes et références ».
Terry Jeffords est un personnage de fiction apparaissant dans la série télévisée Brooklyn Nine-Nine, interprété par l'acteur Terry Crews et doublé en version française par Gilles Morvan.

## Biographie
Terry travaille comme lieutenant-chef de la police à la Brigade de la 99e district, dans le quartier de Brooklyn, à New York. Il est l'époux de Sharon et l'heureux papa de deux jumelles : Cagney et Lacey (en référence à la série policière éponyme). Mais l'arrivée de ses deux filles a complètement changé son mode de vie au travail : en effet, il passe son temps au bureau et n'ose plus retourner sur le terrain, par peur de se faire descendre. Dans l'épisode Le garde du corps, il intervient juste à temps pour sauver le capitaine, redevenant apte à reprendre les enquêtes. À l'époque, il était surnommé "Terry les nichons", à cause de son obésité. Mais depuis cette histoire, il fait beaucoup de sport et lui arrive parfois de s'endormir pendant ses séances de musculation. Terry est également un grand friand de yaourts.
Lorsqu'il était étudiant à l'université de Tokyo, au Japon, Terry a eu une relation amoureuse avec une japonaise qui lui apprenait la langue.
Bien que ses collègues aient parfois un comportement immature, Terry n'hésite pas à les défendre si nécessaire, y compris face au capitaine Holt lorsque ce dernier critique la Brigade. Terry joue, en réalité, le rôle de mère-poule envers ses collègues, mais les réprimande également en cas de besoin.
Plus tard, sa femme attend une troisième fille et Jake se propose d'en devenir le parrain. Cependant, ce dernier fait une énorme bourde en envoyant un mail à ses collègues pour leur annoncer la nouvelle. Mais Jake regagne la confiance de Terry. Dans l'épisode Ava, Terry est terrorisé de ne pas pouvoir assister à l'accouchement de sa femme, à cause d'une enqûete. En effet, elle vient lui rendre visite à la Brigade et alors qu'elle va accoucher, Jake veut l'emmener à l'hôpital, mais Terry s'y oppose. Convaincu par le capitaine Ray Holt, Terry remercie toute la Brigade et permet à Jake de faire la rencontre de sa filleule.